# Diego Rosatti
Diego Rosatti (* 22. listopadu 1978 Viedma) je bývalý argentinský zápasník – judista.

## Sportovní kariéra
S judem začínal v 6 letech v rodném Viedma pod vedením Héctora Campose Mory. Vrcholově se připravoval v Buenos Aires ve sportovním tréninkovém centru CeNARD pod vedením Luise Beníteze a později Tigrana Karganjana. V argentinské mužské reprezentaci se pohyboval od roku 1998 ve střední váze do 90 kg jako reprezentační dvojka za Eduardo Costou. V roce 2000 a 2004 prohrál s Costou nominaci na olympijské hry.
Na úkor svého hlavního rivala se začal prosazovat teprve od roku 2007 a v roce 2008 obsadil panamerickou kontinentální kvótu pro start na olympijských hrách v Pekingu. V úvodním kole olympijského turnaje vybodoval v prodloužení na koku Američana Briana Olsona. V dalším kole však prohrál na ippon s Rusem Ivanem Peršinem na ippon zalamovákem ko-soto-gake. Přes opravy se do bojů o medaile neprobojoval. Sportovní kariéru ukončil v roce 2012 potom co se nekvalifikoval na olympijské hry v Londýně. Věnuje se trenérské práci.

## Výsledky
| Turnaj                  | 1999         | 2000         | 2001         | 2002         | 2003         | 2004         | 2005         | 2006         | 2007         | 2008         | 2009         | 2010         | 2011         |  |
| Turnaj                  | 21           | 22           | 23           | 24           | 25           | 26           | 27           | 28           | 29           | 30           | 31           | 32           | 33           |  |
| Turnaj                  | střední váha | střední váha | střední váha | střední váha | střední váha | střední váha | střední váha | střední váha | střední váha | střední váha | střední váha | střední váha | střední váha |  |
| ----------------------- | ------------ | ------------ | ------------ | ------------ | ------------ | ------------ | ------------ | ------------ | ------------ | ------------ | ------------ | ------------ | ------------ |  |
| Olympijské hry          |              | —            |              |              |              | —            |              |              |              | úč.          |              |              |              |  |
| Mistrovství světa       | —            |              | —            |              | —            |              | —            |              | úč.          |              | úč.          | úč.          | úč.          |  |
| Panamerické hry         | —            |              |              |              | 5.           |              |              |              | úč.          |              |              |              | —            |  |
| Panamerické mistrovství | 3.           | —            | ?            | 5.           | úč.          | —            | —            | —            | 5.           | 2.           | 5.           | 2.           | 5.           |  |
| Jihoamerické hry        |              |              |              | 1.           |              |              |              | 1.           |              |              |              | 1.           |              |  |